# Нарада Майкъл Уалдън
Нарада Майкъл Уалдън (роден като Майкъл Уалдън на 23 април 1952 г. в Каламазу, Мичиган) е американски продуцент, барабанист/перкусионист, певец и автор на песни. Името Нарада той получава от гуруто Сри Чинмой в началото на седемдесетте, като професионалната му кариера е белязана с редица златни, платинени и мулти платинени награди. Уалдън е собственик и мениджър на Тарпан студио, добре известно звукозаписно студио в Сан Рафаел, Калифорния, открито в средата на осемдесетте.

## Кариеса на изпълнител
Неговата сценична кариера включва представления с Джон Маклауглин и Махавишу орчестра (в която банда Нарада замества легендарния барабанист Били Кобхам), Джеф Бек и бандата на Томи Болин.
Първия албум на Нарада Garden of Love Light е издаден през 1976 г. и включва песента Delightful, която е от листът с песни, изпълнявани от бандата на Томи Болин. Пилотния сингъл от албума достига осемдесет и първа позиция в ритъм енд блус класациите през лятото на 1977 г.
Албумът му Awakening излиза през 1979 г., заемайки 15 место в ритъм енд блус класациите, излъчвайки топ 10 хит, в лицето на I Don't Want Nobody Else (To Dance With You). ПО-късно, същата година, неговия албум The Dance of Life изпраща в топ 5 сингъла I Shoulda Loved Ya, който също така е част от топ 10 на британския чарт за 1980 г. Неговия дует с Пати Аустин Gimme, Gimme, Gimme достига първа позиция в Швеция. През 1988 г. Нарада отново се завърта в британската топ десет класация, с песента Divine Emotions.

## Постижения
Номер едно хитове включват редица колаборации
- Whitney Houston
  - "How Will I Know"
  - "I Wanna Dance with Somebody (Who Loves Me)"
  - "So Emotional"
  - "Where Do Broken Hearts Go"
  - "All the Man That I Need"
- Mariah Carey
  - "I Don't Wanna Cry
  - "Heartbreaker
- Aretha Franklin
  - "Freeway of Love"
- Aretha Franklin & George Michael
  - "I Knew You Were Waiting (For Me)" (duet)
- Diana Ross
  - "Take Me Higher"
- Jermaine Stewart
  - "We Don't Have to Take Our Clothes Off"
- Regina Belle
  - "Baby Come to Me"
- Starship
  - "Nothing's Gonna Stop Us Now"
- Lisa Fischer
  - "How Can I Ease the Pain"
- Tevin Campbell
  - "Tell Me What You Want Me to Do"
- Al Jarreau
  - "Heaven & Earth"

Нарада е допринесъл в разностранни музикални насоки, включвайки рок, джаз, поп, ритъм енд блус и фюжън.
Той е награден с Грами за продуцент на годината през 1988 г., албум на годината за саундтрака към филма Бодигард през 1993 г. и ритъм енд блус песен на годината през 1985 г. за песента на Арета Франклин "Freeway of Love". Нарада, също така, бе отличен като един от топ десет продуцентите, с най-много номер едно хитове, на списанието Билборд.

## Дискография

### Албуми
- Garden of Love Light – 1976
- I Cry, I Smile – 1977
- Awakening – 1979
- The Dance of Life – 1979
- Victory – 1980
- Confidence – 1982
- Looking At You, Looking At Me – 1983
- The Nature of Things – 1985
- Divine Emotion – 1988
- Thunder – 2012

### Сингли
- "Delightful" (1977)
- "Give Your Love a Chance" (1979)
- "I Don't Want Nobody Else (to Dance with You)" (1979)
- "I Shoulda Loved Ya" (1980)
- "Tonight I'm Alright" (1980)
- "The Real Thang" (1980)
- "Summer Lady" (1982)
- "Reach Out (I'll Be There)" (1983)
- "Gimme, Gimme, Gimme" (1985)
- "Divine Emotions" (as Narada) (1988)

## Саундтракове
- Beverly Hills Cop II
- Perfect
- Licence to Kill
- The Bodyguard
- Jason's Lyric
- 9½ Weeks
- Crooklyn
- Free Willy
- Mannequin
- The Associate
- Now and Again
- Innerspace
- Bright Lights, Big City

## Други колаборации
- Phyllis Hyman
- LaToya London ("Every Part of Me", "Learn to Breathe", and "State of My Heart")
- Stacy Lattisaw "Let Me Be Your Angel" album, "With You" album, Sneakin' Out album, "Sixteen" album and "Perfect Combination" album.
- Al Green ("Your Heart's in Good Hands")
- Shanice Wilson ("I Hate to Be Lonely", "Love Is The Gift" [English theme song found only in Square Enix's video game The Bouncer])
- Ray Charles
- Diana Ross ("If You're Not Gonna Love Me Right", "I Will Survive")
- Wild Orchid
- Tevin Campbell ("Tell Me What You Want Me To Do")
- Angela Bofill ("Too Tough", "Tonight I Give In", "I'm On Your Side")
- MyTown ("Love Sent Angel" from Mytown)
- Steve Winwood ("Junction Seven" album)
- Luba ("How Many")
- Phaze II
- Andy Vargas
- Debelah Morgan
- Jai
- Jermaine Stewart ("We Don't Have to Take Our Clothes Off")
- Natalie Cole ("Good to Be Back")
- Clarence Clemons
- Puff Johnson
- Eddie Murphy ("Put Your Mouth On Me")
- Carl Carlton ("The Bad CC")
- Robert Fripp ("Exposure")
- Weather Report ("Black Market")
- Michelle Gayle ("Sweetness", "Freedom", "Happy Just To Be With You", "Baby Don't Go", "All Night Long")
- Amii Stewart
- Allan Holdsworth ("Velvet Darkness" LP, CD)
- Jeff Beck, album "Wired"
- Sister Sledge, album "All American Girls"
- Sheena Easton, ("So Far, So Good", from the Original Soundtrack of the movie "About Last Night", No Sound but a Heart LP)
- Tommy Bolin, ("Marching Powder")
- Jaco Pastorius ("Come On, Come Over")
- Pia Zadora ("Pia Z")
- Don Novello and Cat McLean ("Everyone Is Free To Wear Camouflage")
- Brian Evans ("At Fenway")